# Pierre Roger de Cabaret
Pierre Roger de Cabaret († nach 1229) war ein okzitanischer Ritter und Faydit zu Beginn des 13. Jahrhunderts.

## Kampf gegen die Kreuzfahrer

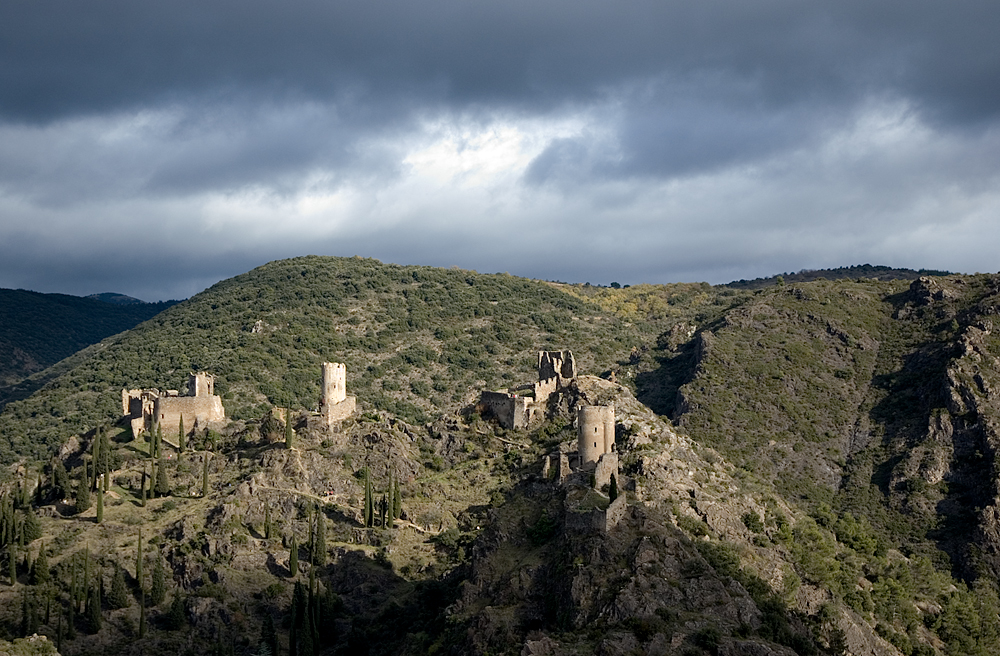
Die Burgen von Lastours
(von links nach rechts: Cabaret, Tour Régine, Querthineux und Surdespine)

Gemeinsam mit seinem Bruder, Jourdain, teilte sich Pierre Roger die Herrschaft über die drei Burgen von Lastours, welche eine große Katharergemeinde beherbergten. Zu Beginn des Albigenserkreuzzuges stellten sich die Brüder auf die Seite des okzitanischen Adels gegen die Kreuzfahrer. Es gelang ihnen, im März des Jahres 1209 die Belagerung von Cabaret durch die Kreuzfahrer abzuwehren, indem sie ihren Gegner Bouchard de Marly gefangen nehmen konnten. Aus Rache ließ Simon IV. de Montfort, der Anführer der Kreuzfahrer, hundert Bürger von Bram verstümmeln und schickte diese als Warnung vor die Mauern Lastours. Pierre Roger schlug zurück und vernichtete die Nachhut Montforts, der gerade Termes belagerte. Im Frühjahr 1211 belagerten die Kreuzfahrer erneut Lastours, dieses Mal erfolgreich. Doch während der Belagerung konnte Pierre Roger günstige Kapitulationsbedingungen mit seinen Gefangenen Bouchard de Marly aushandeln. So gab er Lastours auf, im Tausch für Land in der Region um Béziers.
Im Jahr 1223 gelangte Pierre Roger nach dem Scheitern Amaurys de Montfort wieder in den Besitz von Lastours, wo das Katharertum erneut aufblühte. Der Katharerbischof von Carcassonne nahm hier seinen Sitz. Pierre Roger konnte in den nächsten Jahren mehrere Angriffe der Kreuzfahrer abwehren, doch 1227 begann Humbert V. de Beaujeu die Belagerung, die 1229 mit der Kapitulation der Verteidiger endete. Pierre Rogers weiteres Schicksal ist unbekannt.

## Verwandtschaft
Pierre Rogers Bruder, Jourdain, war mit Etiennette de Pennautier verheiratet. Sie ist in die mittelalterliche Poesie als Na Loba, die provenzalische Wölfin, eingegangen und wurde von Peire Vidal und Raimund de Miraval besungen. Letzterer besang auch Pierre Rogers Frau, Brunissende.